# Ledebouria minima
Ledebouria minima är en sparrisväxtart som först beskrevs av John Gilbert Baker, och fick sitt nu gällande namn av Stephanus Venter. Ledebouria minima ingår i släktet Ledebouria och familjen sparrisväxter. Inga underarter finns listade i Catalogue of Life.

## Bildgalleri

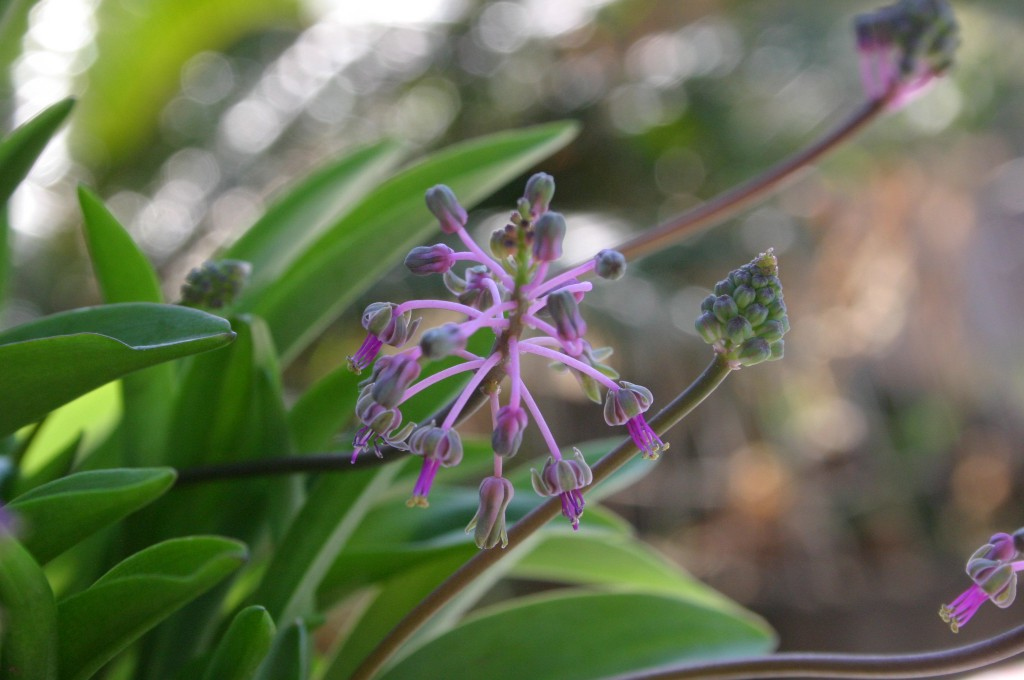
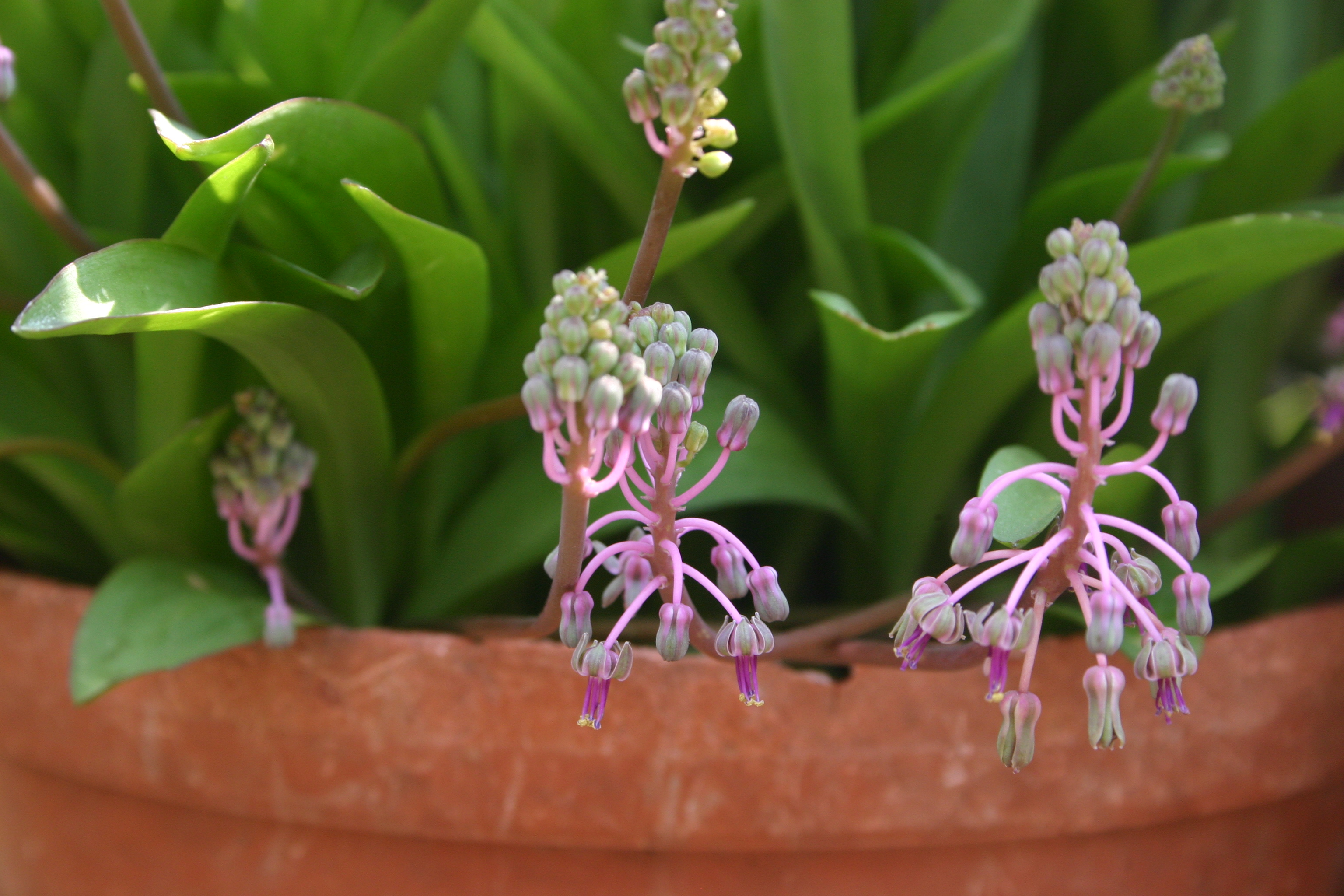
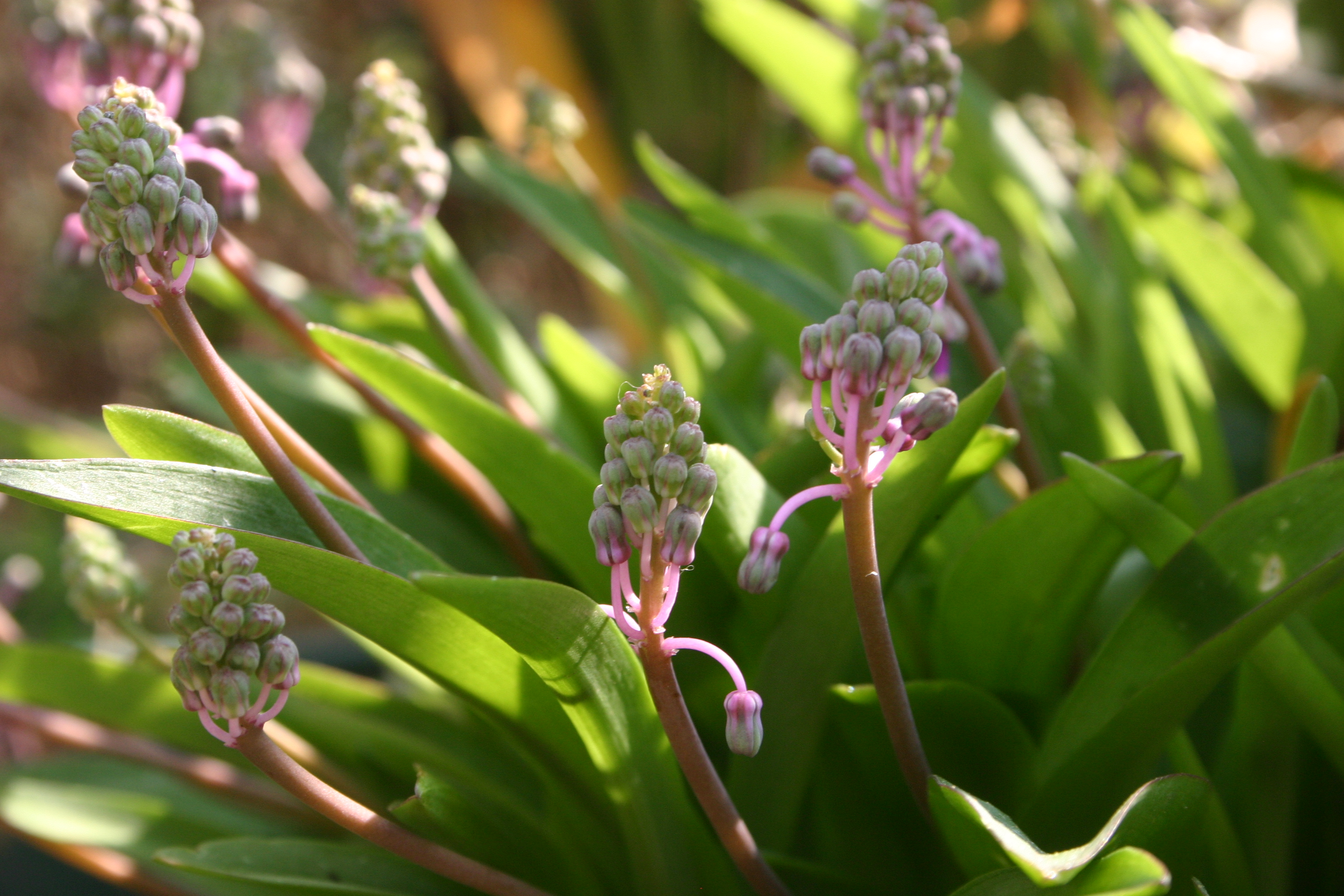
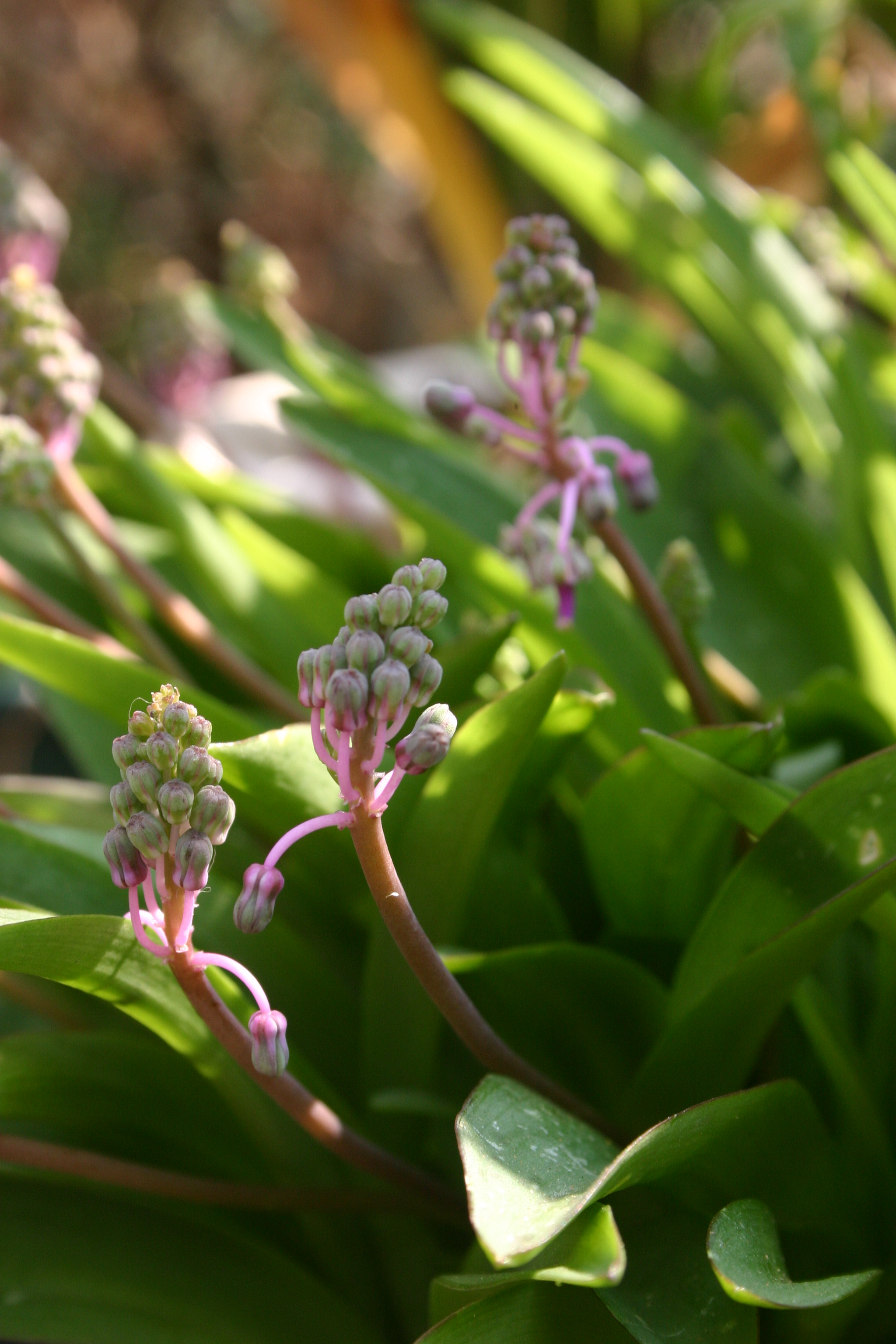